# Юрій Климович
Юрій Климович (? — після 1575) — діяч київського магістрату, війт Києва в 1565–1566 роках.

## Життєпис
Походив з заможного міщанського роду Климовичів. Про нього є згадка, що займався торгівлею, сплавляючи різний крам річкою Дніпро на ком'ягах (тип сплавного судна без щогл, прямокутної форми). Вперше згадується 1552 року в «Описі київського замку». Тоді вже входив до київського магістрату. 
На початку 1560-х років стає райцею. 1563–1564 роках з райцями виступив проти стягнення з Києва 200 кіп литовських грошей з міських капщизних сум (отримувалися з податку на горілку). У березні того ж року за наказом київського воєводи князя Костянтина Василя Острозького Климовича та райцю Андрія Кошколдейовича було заарештовано. Втім магістрат продовжував боротьбу. Лише в липні 1564 року рішенням  великого князя литовського та короля польського Сигізмунда II Августа міщани були звільнені від сплати воєводі капщизнини, а Юрія Климовича було звільнено з-за ґрат. Після цього був обраний бурмистром.
У 1565 році стає війтом. Продовжив захист інтересів магістрату і міщан проти Острозького, який продовжив намагання підкорити своїй владі Київ у порушення магдебурзьких привілеїв. У 1566 році з невідомих причин (можливо під тиском київського воєводи) втратив свою посаду. Новим війтом став Василь Черевчей. Остання згадка про Климовича відноситься до 1575 року.